# Cité de la Musique

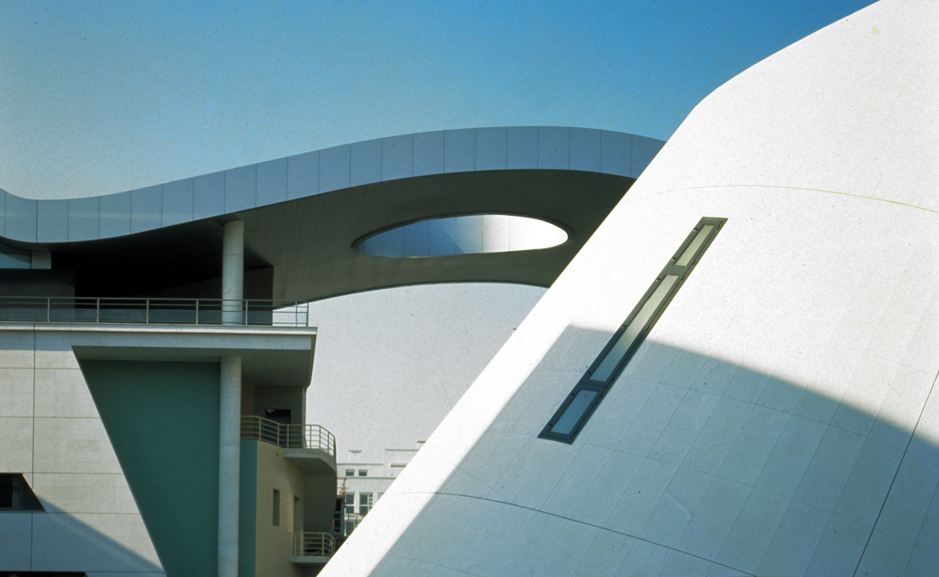
Cité de la musique

De Cité de la Musique (Frans voor Stad van de muziek) is een groep muziekinstellingen gesitueerd in de wijk La Villette, 19e arrondissement in Parijs, Frankrijk. Het officiële adres is Avenue Jean Jaurès nr. 221, 75019 Paris.

## Cité en Philharmonie 2 (1995)
Het complex werd ontworpen door de architect Christian de Portzamparc en geopend in 1995. Het bestaat uit een amphitheater, een concertzaal met plaats voor 800-1000 bezoekers (sinds 2015 genaamd Philharmonie 2), een muziekmuseum met een belangrijke collectie muziekinstrumenten vanaf de 15e tot de 20e eeuw, en tentoonstellingszalen, werkplaatsen en archieven. Het maakt samen met het omliggende Parc de la Villette deel uit van de Grands Projets van François Mitterrand. Door de Cité de la Musique kreeg La Villette, de site van het voormalige grote slachthuis van Parijs, een nieuwe impuls.

## Philharmonie 1 (2015)
De Philharmonie de Paris (genaamd Philharmonie 1) is een concertzaal met 2400 stoelen. Er waren al 20 jaar plannen om de zaal te bouwen. Net als de Philharmonie 2 is de zaal tot stand gekomen op initiatief van Pierre Boulez. De aankondiging van de bouw werd gedaan op 6 maart 2006 door de Franse minister van cultuur Renaud Donnedieu de Vabres, de burgemeester van Parijs Bertrand Delanoë en de directeur van de Cité de la Musique, Laurent Bayle, tijdens een persconferentie ter gelegenheid van de heropening van de Salle Pleyel, een concertzaal elders in de stad verbonden met de Cité de la Musique. In april 2007 werd aangekondigd dat de hal gebouwd ging worden door Jean Nouvel. De Philharmonie 1 is in 2015 in gebruik genomen.

## Musée de la Musique
Het muziekmuseum (Musée de la musique) heeft een collectie van honderden muziekinstrumenten verzameld door het Conservatoire de Paris. De museumcollectie omvat instrumenten die gebruikt werden in de klassieke en volksmuziek vanaf de 15e eeuw tot nu. Het museum heeft luiten, aartsluiten, bijna 200 klassieke gitaren, violen van de Italiaanse vioolbouwers Antonio Stradivari, de familie Guarneri en Nicolò Amati, Franse en Vlaamse klavecimbels; piano's van de Franse pianobouwers Erard en Ignaz Pleyel; en saxofoons van Adolphe Sax. De instrumenten worden tentoongesteld per periode en type. Audio-kastjes worden bij de ingang aan de bezoekers verstrekt om informatie en muziekfragmenten van de instrumenten te kunnen horen.

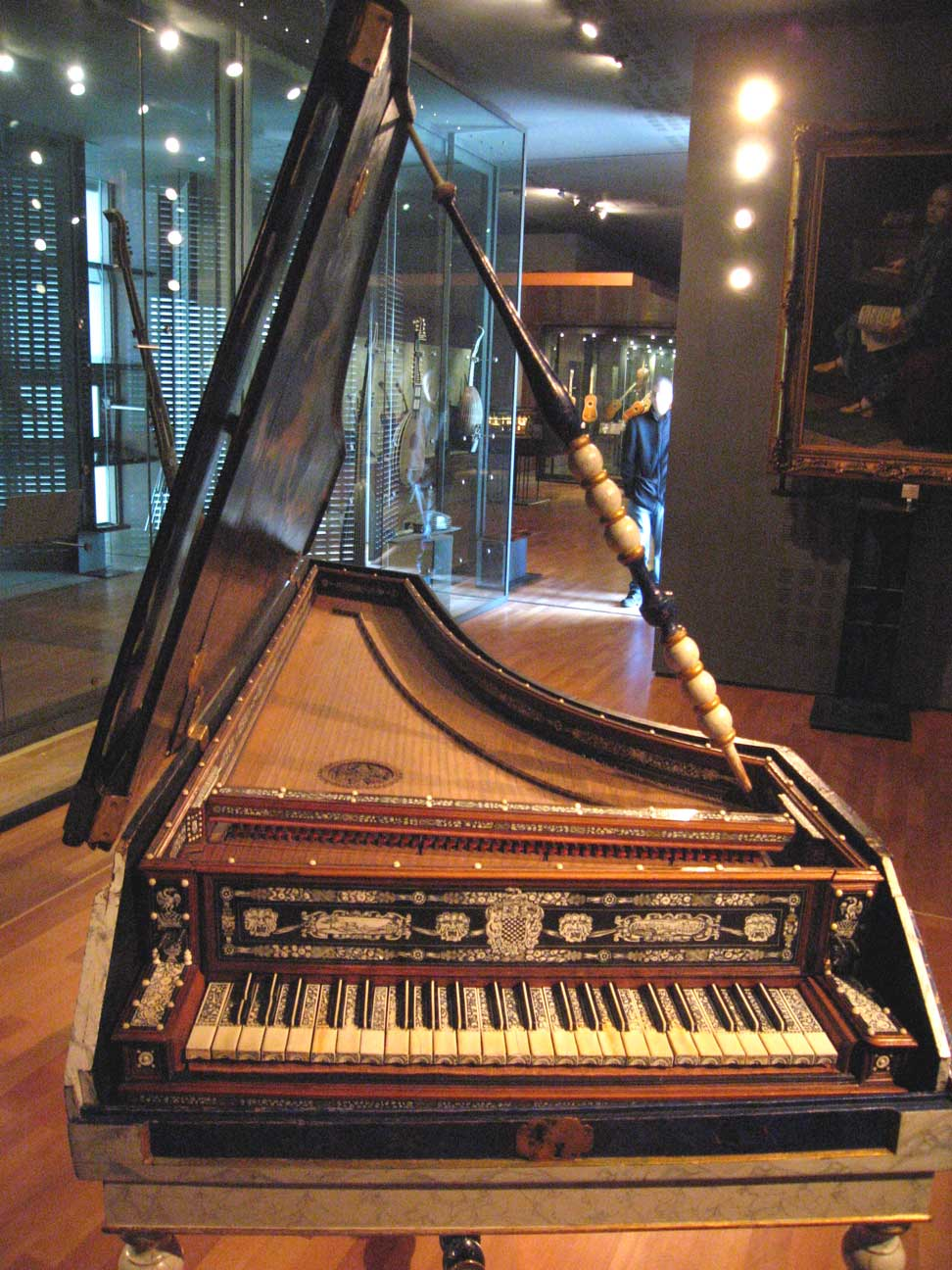
Klavecimbel, 1677, Bologna, Italië
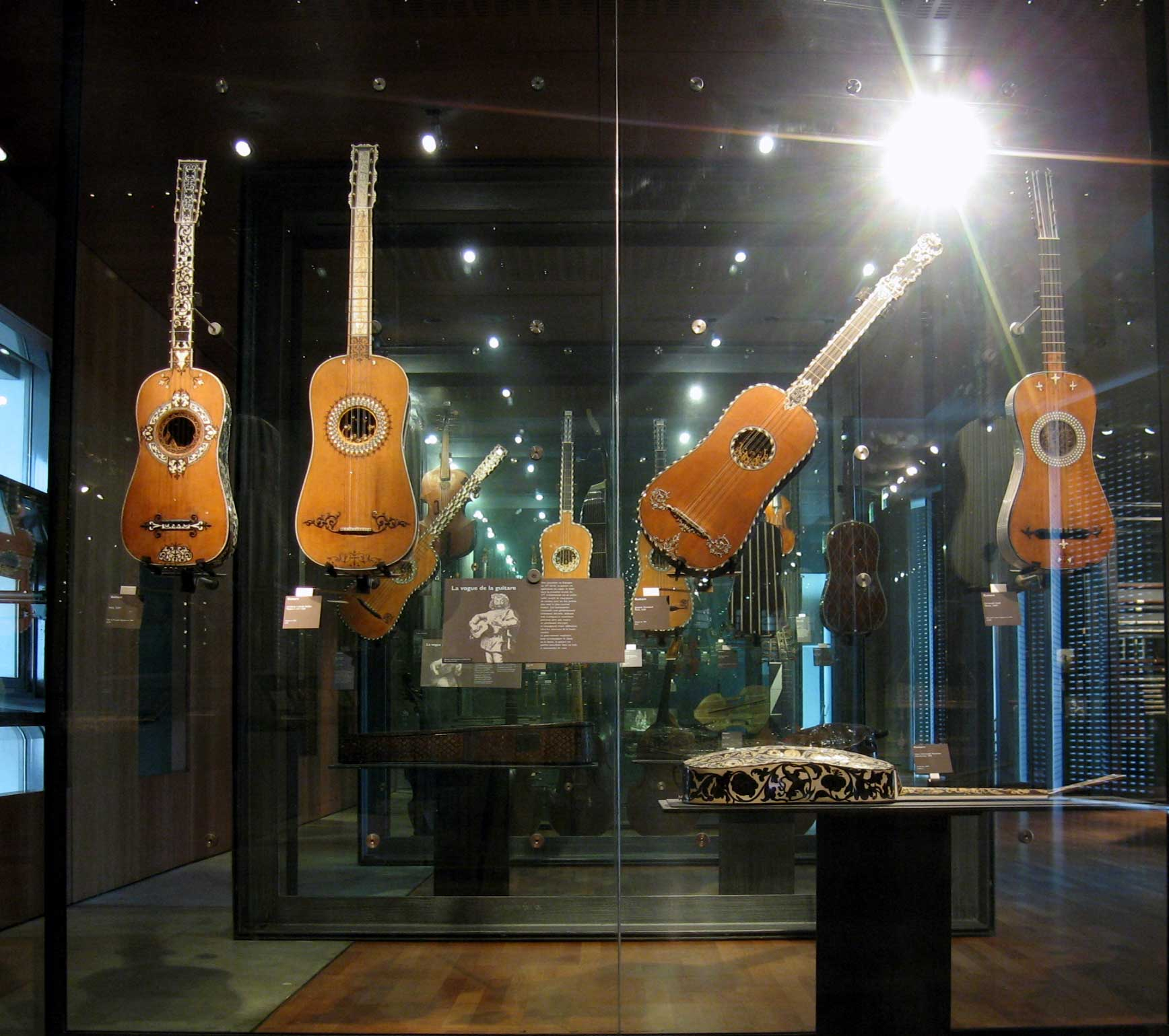
17e-eeuwse gitaren
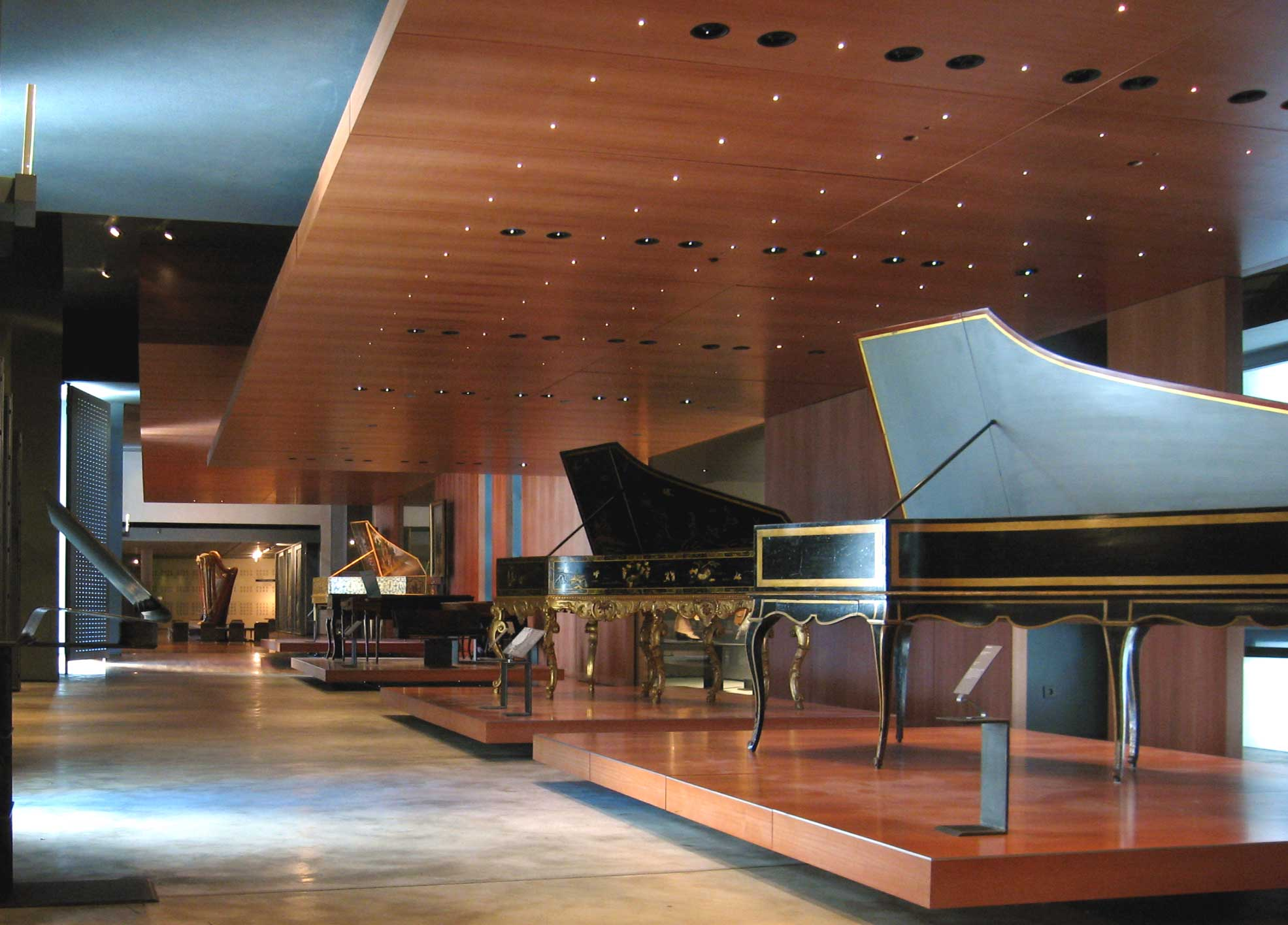
Klavecimbel uit de 2e helft van de 18e eeuw
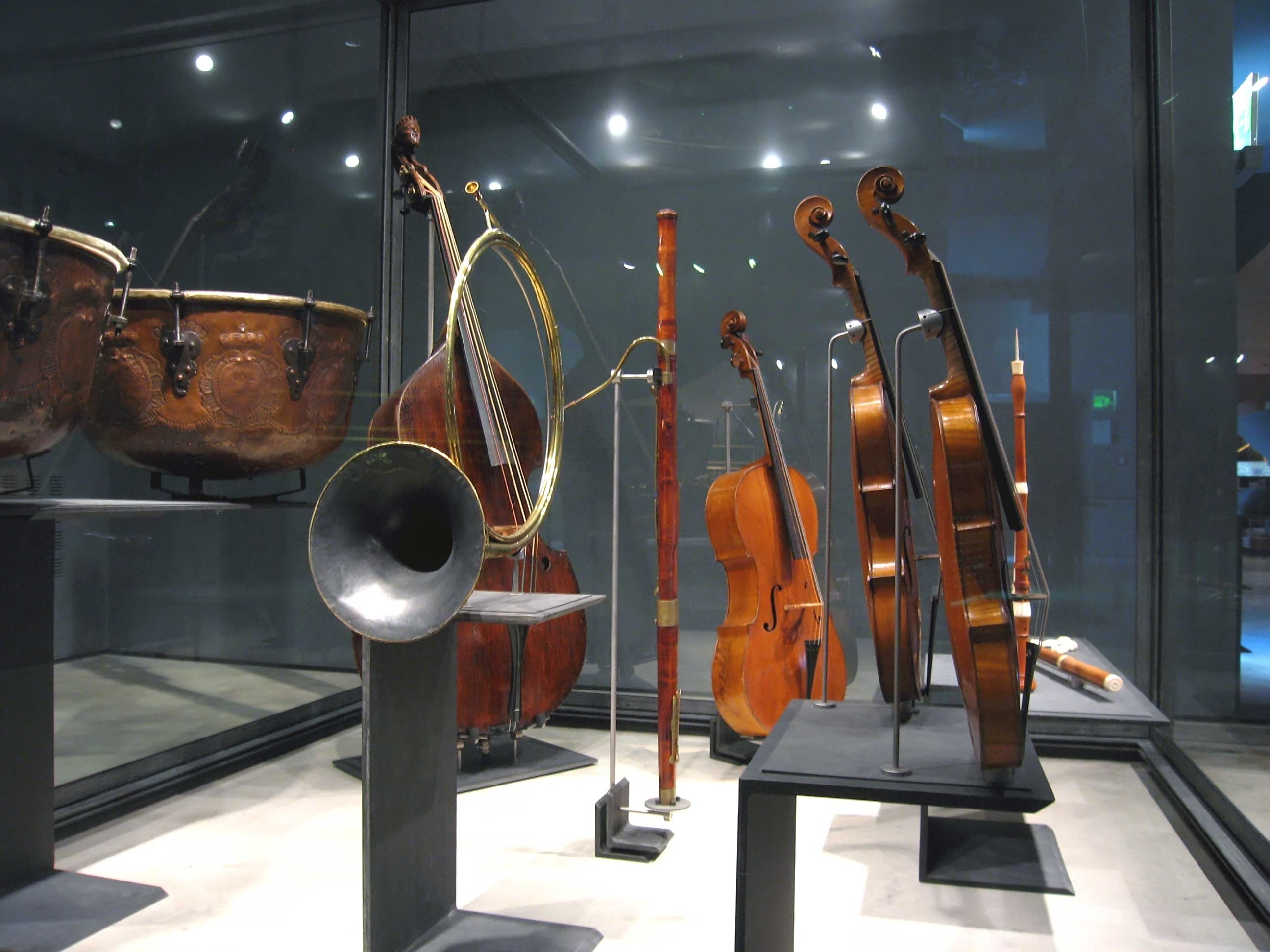
18e-eeuwse instrumenten met een jachthoorn van Carlin
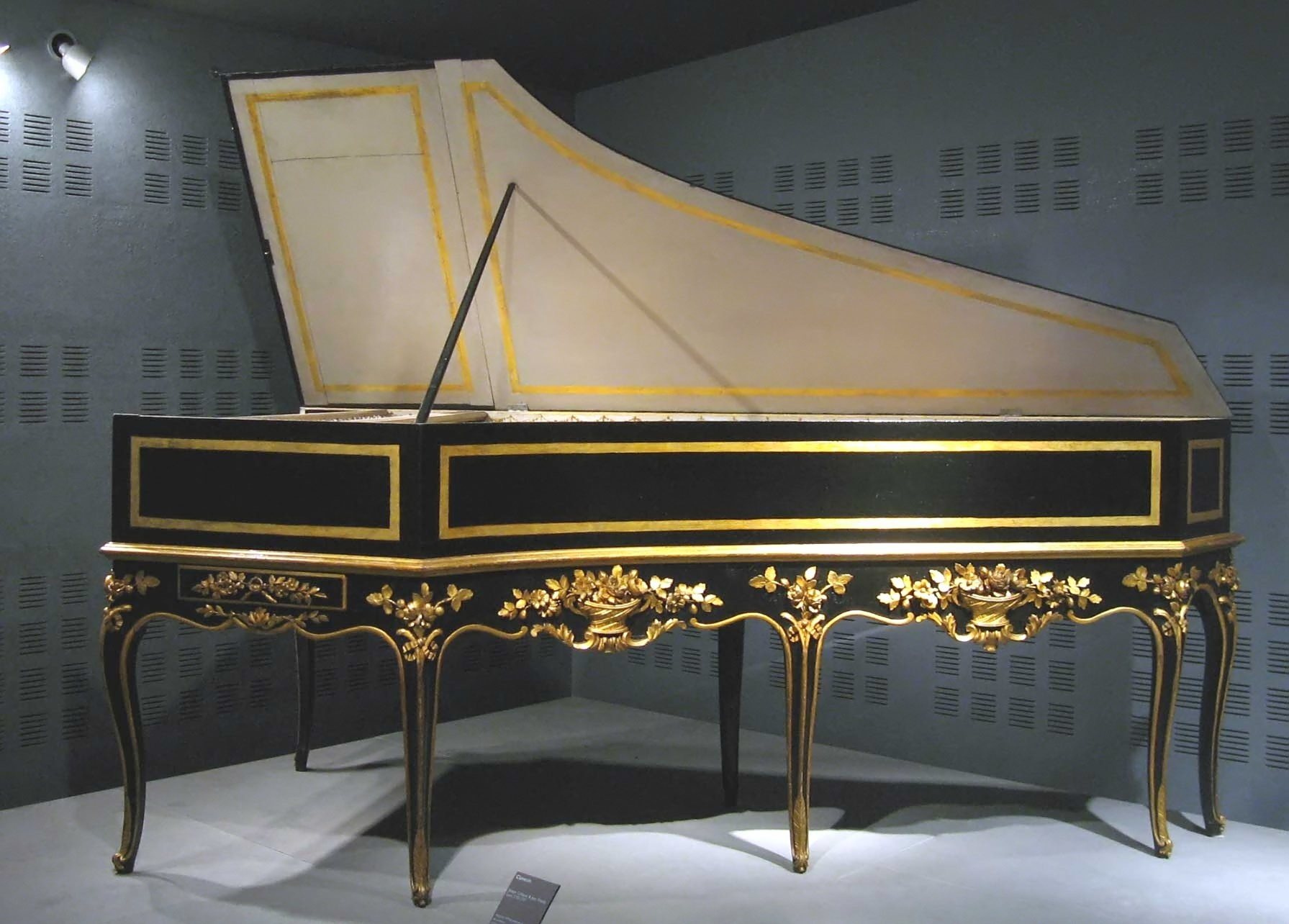
Klavecimbel
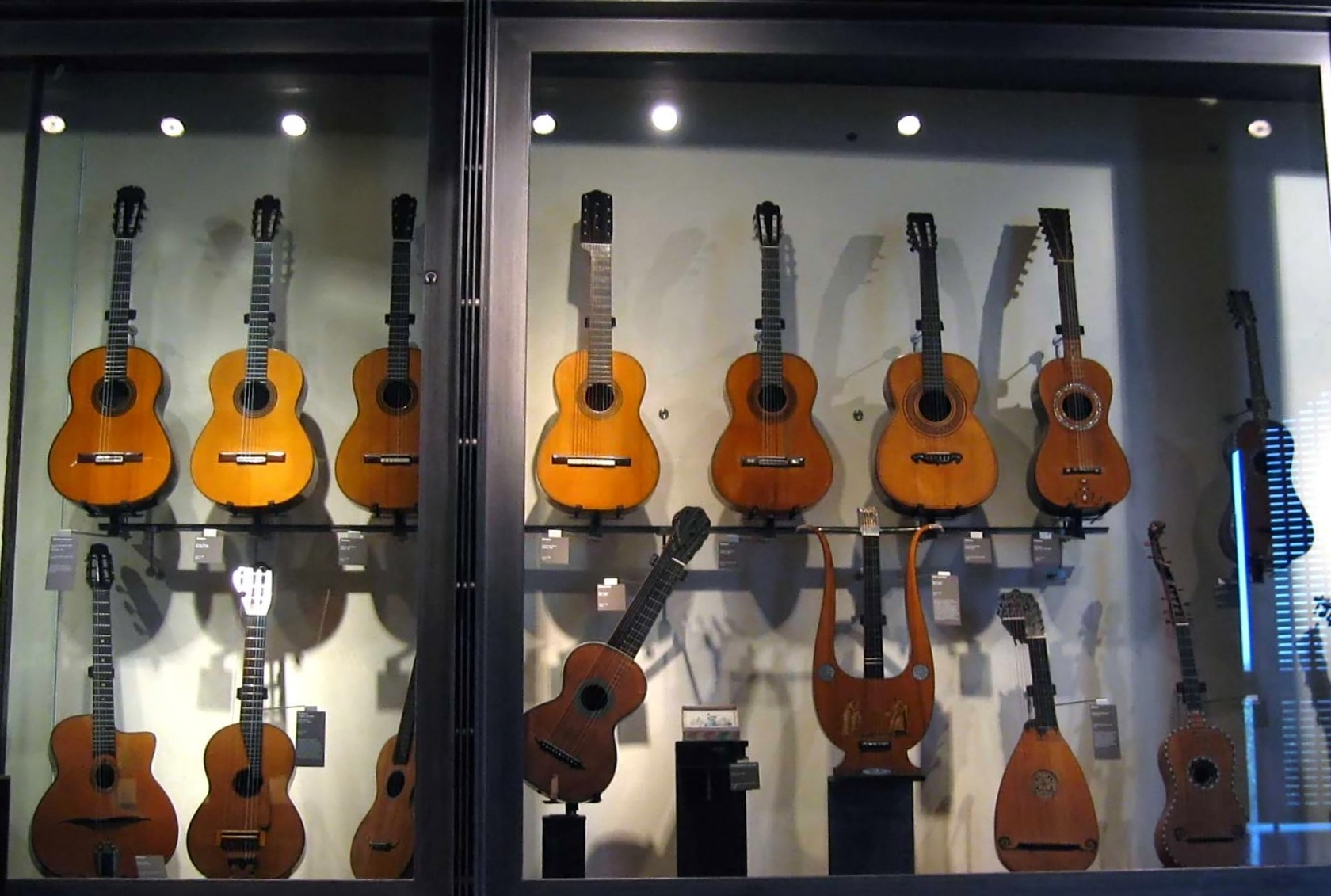
Gitaarcollectie
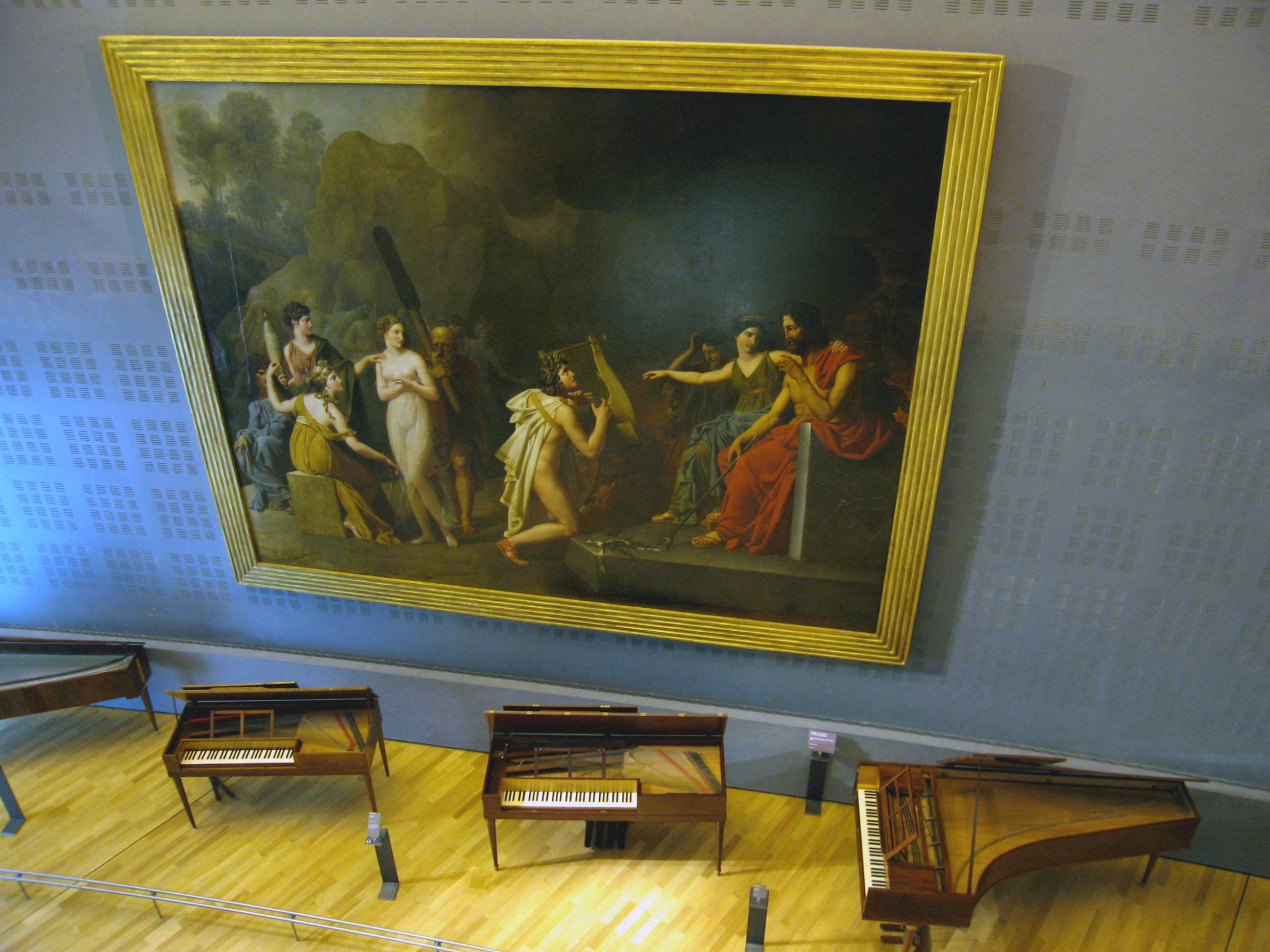
Piano's uit het begin van de 19e eeuw